# Novatjene (distrikt i Bulgarien, Oblast Sofija)
Novatjene (bulgariska: Новачене) är ett distrikt i Bulgarien.   Det ligger i kommunen Obsjtina Botevgrad och regionen Sofijska oblast, i den västra delen av landet, 40 km nordost om huvudstaden Sofia.
Trakten runt Novatjene består till största delen av jordbruksmark. Runt Novatjene är det ganska tätbefolkat, med 72 invånare per kvadratkilometer.